# Летиція Райт
Летиція Мішель Райт (англ. Letitia Michelle Wright; нар. 31 жовтня 1993) — британська актриса гаянського походження. Найвідоміша за роллю Шурі в кіневсесвіті Marvel у фільмах «Чорна Пантера» і «Месники: Війна нескінченності».

## Біографія
Летиція Мішель Райт народилася 31 жовтня 1993 року в Джорджтауні, Гаяна. В семирічному віці разом з родиною переїхала в Лондон.
Її інтерес до акторської гри прокинувся після того, як вона подивилася фільм «Випробування Акіли», вирішивши, що головна героїня є позитивною рольовою моделлю. Вона писала листи різним агентам, в яких описувала свій акторський досвід, поки її не почали брати на невеликі ролі.
Її роль у фільмі «Мій брат диявол» зауважив журнал Screen International, який назвав її серед зірок майбутнього 2012 року. За роль Джеймі Гаррісон у фільмі «Міський гімп» Райт була номінована на Премію британського незалежного кіно в категорії «Найбільш багатообіцяючий дебют».
Знімалася в серіях фантастичних серіалів «Доктор Хто» («Побач ворона») і «Чорне дзеркало» («Чорний музей»). Вона отримала роль Шурі у фільмах «Чорна Пантера» і «Месники: Війна нескінченності». Також Райт з'явилася в ролі бунтівника у фільмі 2018 року «Першому гравцю приготуватися».

## Фільмографія

### Кінофільми
| Рік  |    | Українська назва                | Оригінальна назва              | Роль                  |
| ---- | -- | ------------------------------- | ------------------------------ | --------------------- |
| 2011 | ф  | Жертва                          | Victim                         | Найла                 |
| 2012 | ф  | Мій брат диявол                 | My Brother the Devil           | Айша                  |
| 2015 | ф  | Міський гімн                    | Urban Hymn                     | Джеймі Гаррісон       |
| 2018 | ф  | Пасажир                         | The Commuter                   | скейтбордистка Жуль   |
| 2018 | ф  | Чорна Пантера                   | Black Panther                  | Шурі                  |
| 2018 | ф  | Першому гравцю приготуватися    | Ready Player One               | Реб                   |
| 2018 | ф  | Месники: Війна нескінченності   | Avengers: Infinity War         | Шурі                  |
| 2019 | ф  | Острів Гуава                    | Guava Island                   | Яра Любов             |
| 2019 | ф  | Месники: Завершення             | Avengers: Endgame              | Шурі                  |
| 2021 | мф | Співай 2                        | Sing 2                         | рись Нуші (озвучення) |
| 2022 | ф  | Смерть на Нілі                  | Death on the Nile              | Розалі Оттерборн      |
| 2022 | ф  | Мовчазні близнюки               | Silent Twins                   | Джун Гіббонс          |
| 2022 | ф  | Айша                            | Aisha                          | Айша Осагі            |
| 2022 | ф  | Чорна пантера: Ваканда назавжди | Black Panther: Wakanda Forever | Шурі / Чорна Пантера  |
| 2023 | ф  | Оточений                        | Surrounded                     | Мовзес Вашингтон      |
| 2026 | ф  | Месники: Судний день            | Avengers: Doomsday             | Шурі / Чорна Пантера  |

### Телебачення
| Рік  |    | Українська назва | Оригінальна назва | Роль                                                           |
| ---- | -- | ---------------- | ----------------- | -------------------------------------------------------------- |
| 2011 | тф |                  | Random            | дівчина №3                                                     |
| 2011 | с  | Голбі Сіті       | Holby City        | Еллі Мейнард (серії «Тунельне бачення» та «Перетинання лінії») |
| 2011 | с  | Ватажок          | Top Boy           | Шантель (1-й сезон)                                            |
| 2013 | с  | На підході       | Coming Up         | Ганна (серія «Велика дівчина»)                                 |
| 2014 | тф | Дівчата з Глазго | Glasgow Girls     | Амаль                                                          |
| 2014 | с  | Погоня за тінями | Chasing Shadows   | Тейлор Девіс (серія «Лише підключення: Частина 1 і 2»)         |
| 2015 | с  | Банан            | Banana            | Вів'єн Скотт (періодичні ролі)                                 |
| 2015 | с  | Огірок           | Cucumber          | Вів'єн Скотт (періодичні ролі)                                 |
| 2015 | с  | Доктор Хто       | Doctor Who        | Анасон (серія «Зустрічайте ворона»)                            |
| 2016 | с  | Люди             | Humans            | Рені (2-й сезон)                                               |
| 2017 | с  | Чорне дзеркало   | Black Mirror      | Ніш (серія «Чорний музей»)                                     |
| 2020 | с  | Маленька сокира  | Small Axe         | Алтея Джонс-ЛеКонт (серія «Мангровий ліс»)                     |
| 2021 | с  | Я...             | I Am...           | Даніель (серія «Я — Даніель»)                                  |

## Нагороди та номінації
| Рік  | Нагорода                             | Категорія                                                                                  | Робота            | Результат | Пос.   |
| ---- | ------------------------------------ | ------------------------------------------------------------------------------------------ | ----------------- | --------- | ------ |
| 2016 | Премія британського незалежного кіно | «Найбільш багатообіцяючий дебют»                                                           | «Міський гімн»    | Номінація | [ 7 ]  |
| 2016 | Премія БАФТА                         | «Висхідна зірка»                                                                           | —                 | Перемога  | [ 8 ]  |
| 2018 | Еммі                                 | «Найкраща жіноча роль другого плану в багатосерійному або антологічному фільмі чи серіалі» | «Чорне дзеркало»  | Номінація | [ 9 ]  |
| 2018 | Сатурн                               | «Найкраща роль молодого актора чи акторки»                                                 | «Чорна Пантера»   | Номінація | [ 10 ] |
| 2019 | Премія Гільдії кіноакторів           | «Найкращий акторський склад в ігровому кіно»                                               | «Чорна Пантера»   | Перемога  | [ 11 ] |
| 2020 | Супутник                             | «Найкраща жіноча роль другого плану — міні-серіал, телесеріал або телефільм»               | «Маленька сокира» | Номінація | [ 12 ] |